# 異形2
《異形2》（英語：Aliens）為一部1986年的美國科幻動作恐怖片。電影為《異形》系列中的第二部電影作品，由詹姆斯·卡麥隆執導，蓋爾·安妮·赫德製作，雪歌妮·薇佛主演。故事承接第一集，艾倫·蕾普利在太空漂流數十年後最終獲救，後與一支海軍陸戰隊重返她與她的船員們最初遇到異形的星球，拯救該地的太空殖民者。
布蘭迪製片公司的高登·卡羅、大衛·傑拉、華特·希爾為執行製作人，他們早於1979年第一部電影上映後便有意製作續集。可是，受制於二十世紀福斯影業的董事替換，有關計劃被拖延至1983年才獲討論。當年，由卡麥隆編劇的獲得了巨大成功，引起了董事的注目，並為《異形》第二集的製作亮起了綠燈。卡麥隆後獲委任為此電影的導演及編劇。受到越南戰爭的啟發，他以戰爭片的模式編寫劇本，有別於第一集的純恐怖模式。英格蘭的松木製片廠及阿克頓巷供電站為主要的拍攝地點。
《異形續集》最終獲取了1.8億美金的開畫收入，並廣泛獲得好評。除了獲提名競逐七項奧斯卡金像獎並贏得其中的兩項之外，此作品亦奪走了八項土星獎。《帝國雜誌》將這部電影列為「史上最佳電影續集之一」。本續集也讓女星雪歌妮·薇佛成為好萊塢動作片英雌的形象先驅。

## 劇情
自從逃出諾史莫號後，艾倫·蕾普利在太空中休眠長達57年後在2179年抵達地球附近宙域時被救援人員發現，在地球附近的太空站內恢復清醒後，一名韋蘭-尤坦尼集團代表卡特·伯克告知她在太空漂流的週期，以及她的女兒亞曼達於2年前就以67歲的高齡去世的消息。之後，蕾普利將諾史莫號上的災難過程彙報給公司高層時，在座的高層沒人採信她的故事，還撤銷她的太空飛行執照。
當初爆發異形的LV-426號行星，這些年被韋蘭集團實行過地球化工程而變成一座太空殖民家園「希望之地」（Hadleys Hope）。一戶人家於拾荒過程中無意間走進之前發現異形蛋體的外星船，其中一人因此同樣受到感染，導致殖民地於幾小時後與地球失聯。伯克隨同著陸戰隊中尉戈曼希望蕾普利能一同前去殖民地調查，蕾普利因為近期揮之不去的噩夢，使她決定再次面對恐懼來解脫。蕾普利陪同伯克和戈曼登上蘇拉克號戰艦，見到由士官長艾朋率領的精英陸戰隊。但隊伍中包括一名仿生人畢夏普，而蕾普利基於之前的惨痛經歷，而對身為仿生人的畢夏普有著敵意。
眾人抵達後駕駛一架登陸船抵達星球表面，發現殖民地內部一片狼藉、空無一人，而在醫療實驗室中保留六隻放進隔離水槽中的抱臉體。眾人靠生物探測器找到唯一倖存的小女孩紐特，蕾普利安慰並照料受驚嚇的紐特後，得知她的父母和弟弟都已喪生。隊伍透過主控中心電腦得知大量居民聚集在地下三層的核融合發電廠中，僅除蕾普利、紐特、伯克和戈曼留在裝甲輸送車中以外，其他人則下去調查。隊伍發現地下已經變成一個充滿乳白色溶液的恐怖異形巢穴，大量居民屍體上都有從內到外爆開過的洞，一名還活著的女居民體內爆出一隻異形幼體後，眾人用噴火器放火將其燒死，而數十隻異形轉眼間跳出來襲擊他們。由於發電機冷卻設備受損而將會有核爆危險，隊伍無法在裡面隨意開槍，大部分隊員集體被殺，艾朋和醫護兵狄崔克被抓去作寄生主。
經驗不足的戈曼被眼前狀況嚇到不知所措，蕾普利則開輸送車衝進發電廠，接回僅倖存的三位陸戰隊員希克斯、哈德森和瓦絲奎茲撤退。所有人認為該地已完全淪陷，同意蕾普利的提議用蘇拉克號上的核彈摧毀整座殖民地後，希克斯聯絡登陸船前來接他們，但船上兩名留守的隊員卻雙雙被一隻登上船的異形殺死，導致登陸船當場墜毀。蕾普利只能帶領所有人回到主控中心，封死所有出入口和窗戶，用所有剩餘的武器堅守陣地等待救援。畢夏普透過分析實驗室裏的抱臉體標本後，發現所有抱臉體都是從蛋體中孵化出，便推論異形群體中有一隻類似蜂后的「母后」來產下這些蛋體。
蕾普利從畢夏普口中得知伯克其實故意誘使居民去調查異形，他希望將異形樣本帶回公司實驗室來製造生化武器以獲利，當蕾普利威脅她會揭發他的行為時，登陸船墜毀重創發電廠內部，即將造成整個區域發生核爆炸。畢夏普自告奮勇透過地下管道爬到外面，透過遠程操控蘇拉克號登陸地面來接回眾人。等待途中，蕾普利陪伴紐特睡在實驗室中，但當她醒後卻發現兩隻活著的抱臉體逃出水槽並開始襲擊她們倆。由於實驗室門被反鎖，蕾普利靠火灾警报器警醒希克斯等人，其他人靠打破玻璃才救出她們。蕾普利指控是伯克放出抱臉體，打算將她和紐特體內植入異形卵後偷偷運回地球，甚至計畫回程時殺死其他隊員以實施滅口。伯克仍然死不認罪，就在眾人一致決定對伯克實施處決時，主控中心突然斷電，而外圍的警戒機槍也耗盡子彈。
一大群異形開始爬天花板入侵主控室，哈德森、瓦絲奎茲和戈曼都在殊死抵抗過程中相繼犧牲；伯克試圖丟下眾人自行逃跑，而剛開門就被門後的異形殺死。蕾普利和希克斯跟著紐特於她之前藏身的管道中逃生，但紐特不慎掉進底層後被一隻異形抓走，希克斯也不慎沾到異形的強酸血液而受傷。畢夏普成功調來第二架登陸船，蕾普利先將希克斯送上船後返回巢穴救紐特。蕾普利成功找到還未寄生的紐特，但抱著她出去時卻剛好遇上正在產卵的「異形母后」。母后感覺到蕾普利的武器會摧毀牠的蛋體便任由她離開，但蕾普利還是摧毀所有蛋體及母后的產卵管，導致母后被激怒開始追趕她們。
隨著發電廠即將熔毀爆炸，蕾普利和紐特回到地面被畢夏普接走，整座殖民地在核爆炸中毀於一旦。眾人回到蘇拉克號上不久，躲在登陸船起落架上的母后將畢夏普撕成兩半後開始追擊紐特，但蕾普利操控著運貨用的動力服將母后鉗住，透過地下艙門直接將母后拋進太空徹底消滅。蕾普利將畢夏普的破損身體拼回一起後，和紐特與希克斯一起進入休眠而返程地球。

## 演員
| 演員                              | 角色                                            | 備註 |
| 雪歌妮·薇佛 Sigourney Weaver      | 艾倫·露易絲·蕾普利 Ellen Louise Ripley          | 諾史莫號災難的唯一倖存者，經過長達57年才抵達家鄉，這次為了調查殖民地「希望之地」失聯的原因，作為軍事顧問而再次登陸LV-426號行星。               |
| 凱莉·海恩 Carrie Henn             | 蕾貝卡·「紐特」·喬丹 Rebecca "Newt" Jorden      | LV-426號行星殖民地的一位小女孩，其父親最先感染異形而導致殖民地淪陷，她因躲在管道裏而成為唯一倖存者，並受到同病相憐的蕾普利的細心照料。         |
| 麥可·賓恩 Michael Biehn           | 德維恩·希克斯 Dwayne Hicks                      | 蘇拉克號戰艦上的一名陸戰隊員，原是下士，後來大部分隊員被異形所殺後，因為資歷最高而接管領導權，和蕾普利一起並肩作戰。                           |
| 保羅·萊瑟 Paul Reiser             | 卡特·J·伯克 Carter J. Burke                     | 韋蘭-尤坦尼集團的高層代表，是一名陰險自私、凡事只顧利益的黑心商人，知悉異形的事件卻還是簽約在LV-426號行星建立殖民地。                          |
| 蘭斯·亨利克森 Lance Henriksen     | 蘭斯·畢夏普 Lance Bishop                        | 蘇拉可號戰艦的執行官兼駕駛員，公司指派的一個仿生人（A-2s型），但與之前的艾許為不同型號，待人非常和藹可親、忠誠可信，起初時還是遭到蕾普利厭惡。 |
| 比爾·派斯頓 Bill Paxton           | 威廉·L·哈德森 William L. Hudson                 | 蘇拉可號戰艦的陸戰隊工程師，是一名機械天才，表面上看似強悍過人，但他在危機發生時會處於半放棄狀態。                                             |
| 珍妮特·戈德斯坦 Jenette Goldstein | 珍妮特·瓦斯奎茲 Jenette Vasquez                 | 蘇拉可號戰艦的陸戰隊女神槍手，體格還比一般男子強壯，驍勇善戰的女強人。                                                                         |
| 威廉·霍普 William Hope            | 史考特·戈曼 Scott Gorman                        | 陸戰隊中尉，被伯克指派擔任行動最高指揮官，但因為經驗不足而不慎使隊伍幾乎全軍覆沒。                                                             |
| 艾爾·馬修斯 Al Matthews           | 亞歷山大·「艾爾」·艾朋 Alexander "Al" Apone     | 陸戰隊士官長，負責接收戈曼的命令，而在實戰中指揮其他隊員。                                                                                     |
| 馬克·羅斯頓 Mark Rolston          | 馬克·德雷克 Mark Drake                          | 陸戰隊狙擊手，與瓦絲奎茲情同手足，和她的默契被隊伍稱為「神槍左右手」。                                                                         |
| 辛希亞·史考特 Cynthia Scott       | 辛西亞·狄崔克 Cynthia Dietrich                  | 陸戰隊醫護兵。 |
| 科萊特·希勒 Colette Hiller        | 柯蕾特·費羅 Colette Ferro                       | 陸戰隊女飛機師，隊伍作戰同時負責守在小型戰機上。                                                                                               |
| 丹尼爾·卡許 Daniel Kash           | 丹尼爾·史龐克梅爾 Daniel Spunkmeyer             | 陸戰隊武器執行官 |
| 瑞可·羅斯 Ricco Ross              | 瑞可·「霜降」·佛洛斯 Ricco "Frosty" Frost       | 陸戰隊騎兵，負責駕駛裝甲運輸戰車（APC）。 |
| 提普·提平 Tip Tipping             | 提姆·克羅 Tim Crowe                             | 陸戰隊成員 |
| 崔佛·史蒂德曼 Trevor Steedman     | 崔佛·「斯基」·威伯斯基 Trevor "Ski" Wierzbowski | 陸戰隊成員，他的主要武器為噴火器。 |

所有陸戰隊角色中除了麥可·賓恩飾演的希克斯以外，其他人的名字都是以每個演員本人的名字所命名。
保羅·麥斯威爾飾演范·盧文（Van Leuwen），州際商務委員會的高層；瓦萊莉·寇根飾演韋蘭-尤坦尼集團的顧問代表，艾倫·波朗斯基飾演韋蘭-尤坦尼集團的保險經紀；布雷恩·法爾曼飾演太空站的駐診醫生，片頭時協助蕾普利檢查身體。而其他配角包括紐特的家人，僅出現在1992年發佈的導演剪輯版中，傑·班迪特飾演羅斯·喬丹（Russ Jorden），紐特的父親，也是殖民地中的第一位感染異形的居民。荷莉·德·容飾演安·喬丹（Ann Jorden），紐特的母親；而克里斯多佛·漢恩則飾演提米·喬丹（Timmy Jorden），紐特的弟弟；演員在現實中也是凱莉·漢恩的弟弟。芭芭拉·寇爾斯飾演陸戰隊在發電廠裏遇到的女居民，而被發現時已被異形所寄生。而蕾普利的已故女兒亞曼達·蕾普利，僅出現導演剪輯版的照片裏，由雪歌妮·薇佛本人的母親伊莉莎白·英格利斯扮演。

## 武器與名詞
- M41A脈衝步槍（M41A Pulse rifle）

陸戰隊專用制式槍械，口徑10×24mm，採用無殼彈藥，彈數95發，附帶30毫米榴彈發射器4發，槍身有LED顯示器，反映步槍所剩彈藥數量。脈衝步槍（Pulse rifle）一詞亦於往後多個科幻作品如電玩「絕命異次元」中沿用、致敬。
- M56智能槍（M56 Smart gun）

USCMC用制式重型槍械，重量近40磅，使用10×28mm無殼彈藥，彈數300發，被稱為『智能槍』是因為槍有自己的微電腦制導系統，使用此槍械者須戴上有紅外追蹤系統的護目鏡，切換目標很簡單，只要槍指向新的目標物即可，可設定為三連射或全自動射擊
- M240噴火器（M240 Flame Thrower）

火焰噴射器，電影中對付異形的最佳武器。
- Stakeout霰彈槍（Ithaca 37 "Stakeout"）

此為現實世界存在的鎗械，由義大利鎗廠伊薩卡槍械公司出品，1937年上市，簡單的結構與普遍的好評令其沿用至今；電影中的一段場景中，哈德森用此武器一槍將異形爆頭死亡，但也導致他的手臂被異形所噴出來的強酸血液灼傷。
- H&K大型9mm口徑半自動手槍（Heckler & Koch VP70）

此為現實世界存在的鎗械，由德國鎗廠 Heckler & Koch 公司出品，1970年上市、1989年停產，可加裝特製鎗托進行三點放射擊（不過電影中無此演出）；為第一批在搜索異形巢穴時殉職的一位黑人士兵與排長Gorman所用的配鎗。
- S&W M39九釐米口徑半自動手槍（Smith & Wesson Model 39）

此為現實世界存在的鎗械，由美國鎗廠Smith & Wesson公司出品，1955年上市，為女兵瓦絲奎茲的配鎗；電影中後段通風管撤離行動中，瓦絲奎茲用此武器近距離對異形的頭部連射，卻讓強酸血熔傷腳踝。
- 單兵生物偵測器（Prop Replica Motion Tracker）

負責檢測出現在附近的生物的探測器，電影中陸戰隊用此探測到躲在管道裏的紐特，以及集體進攻的數十隻異形。
- UA571-C 哨兵遠端自動化警戒機槍（UA571-C Remote Automated Sentry System）

此武器出現在導演剪輯版裏，負責探測走廊裏出現的異形並將其擊殺，每支槍擁有為五百發的子彈。
- 裝甲運兵戰車（Armored Personnel Carrier）

電影中負責移送陸戰隊的地上運兵戰車，裏面配備的電腦通訊系統讓戈曼負責指揮。
- 蘇拉克號（Sulaco）
- 武裝運輸機（Dropship）

## 製作人員
| 人員           | 角色                                 |
| -------------- | ------------------------------------ |
| James Cameron  | Director and Screenwriter            |
| Gale Anne Hurd | Producer                             |
| David Giler    | Executive Producer                   |
| Walter Hill    | Executive Producer                   |
| Gordon Carroll | Exectutive Producer                  |
| Adrian Biddle  | Cinematographer (replaced Dick Bush) |
| Ray Lovejoy    | Editor                               |
| Stan Winston   | Creature SFX                         |
| James Horner   | Composer                             |

## 製作
本片的主體拍攝於1985年9月30日開始，在倫敦的松林制片厂進行製作。

## 異形系列
- 1979年：《異形》，由雷利·史考特導演
- 1986年：《異形2》，由詹姆斯·卡梅隆導演
- 1992年：《異形3》，由大衛·芬奇導演
- 1997年：《異形4：浴火重生》，由尚-皮耶·居內導演
- 2012年：《異形前傳：普羅米修斯》，由雷利·史考特導演
- 2017年：《異形：聖約》，由雷利·史考特導演
- 2024年：《異形：羅穆路斯》，由費德·阿瓦雷茲導演

## 相關
- 虛構的外星生物 「异形」（Xenomorph），電影《異形》系列中的外星生物。

## 外部連結
- 互联网电影数据库（IMDb）上《異形2》的资料（英文）
- Box Office Mojo上《異形2》的資料（英文）
- 爛番茄上《異形2》的資料（英文）
- 豆瓣电影上《異形2》的資料 （简体中文）
- Metacritic上《異形2》的資料（英文）
- AllMovie上《異形2》的资料（英文）